# Csaba Bereczki
Pour les articles homonymes, voir Bereczki.
 (novembre 2024).
La mise en forme du texte ne suit pas les recommandations de Wikipédia : il faut le « wikifier ».
Les points d'amélioration suivants sont les cas les plus fréquents. Le détail des points à revoir est peut-être précisé sur la page de discussion.
- Les titres sont pré-formatés par le logiciel. Ils ne sont ni en capitales, ni en gras.
- Le texte ne doit pas être écrit en capitales (les noms de famille non plus), ni en gras, ni en italique, ni en « petit »…
- Le gras n'est utilisé que pour surligner le titre de l'article dans l'introduction, une seule fois.
- L'italique est rarement utilisé : mots en langue étrangère, titres d'œuvres, noms de bateaux, etc.
- Les citations ne sont pas en italique mais en corps de texte normal. Elles sont entourées par des guillemets français : « et ».
- Les listes à puces sont à éviter, des paragraphes rédigés étant largement préférés. Les tableaux sont à réserver à la présentation de données structurées (résultats, etc.).
- Les appels de note de bas de page (petits chiffres en exposant, introduits par l'outil «  Source ») sont à placer entre la fin de phrase et le point final[comme ça].
- Les liens internes (vers d'autres articles de Wikipédia) sont à choisir avec parcimonie. Créez des liens vers des articles approfondissant le sujet. Les termes génériques sans rapport avec le sujet sont à éviter, ainsi que les répétitions de liens vers un même terme.
- Les liens externes sont à placer uniquement dans une section « Liens externes », à la fin de l'article. Ces liens sont à choisir avec parcimonie suivant les règles définies. Si un lien sert de source à l'article, son insertion dans le texte est à faire par les notes de bas de page.
- La présentation des références doit suivre les conventions bibliographiques. Il est recommandé d'utiliser les modèles {{Ouvrage}}, {{Chapitre}}, {{Article}}, {{Lien web}} et/ou {{Bibliographie}}. Le mode d'édition visuel peut mettre en forme automatiquement les références.
- Insérer une infobox (cadre d'informations à droite) n'est pas obligatoire pour parachever la mise en page.

Pour une aide détaillée, merci de consulter Aide:Wikification.
Si vous pensez que ces points ont été résolus, vous pouvez retirer ce bandeau et améliorer la mise en forme d'un autre article.
Csaba Bereczki (Margitta, 4 juin 1966 –) est un réalisateur, scénariste et producteur hongrois primé du prix Béla Balázs.Il est chevalier d' Ordre des Arts et des Lettres.

## Son parcours professionnel
Il est né à Margittán en 1966. Il grandit à Nagyvárad, où il a obtenu son diplôme en 1984. Entre 1984 et 1986 à Timișoara, étudiant en architecture. En 1987, il s'installe en Hongrie. Entre 1988 et 1993, il étudie la réalisation cinématographique à l'Université de théâtre et de cinéma de Budapest. Entre 1992 et 1994, il est boursier de la République française à l'école de cinéma FEMIS à Paris et à l'atelier de cinéma documentaire des Ateliers Varan. Il travaille ensuite principalement à Paris jusqu'en 1998 comme assistant réalisateur et distributeur de films. Entre 1998 et 2002, il est directeur général de la société de distribution de films Mokép Rt. Cinéaste indépendant depuis 2002. Dramaturge de Dialog Filmstúdió et Filmenergy Kft. directeur général.
Il travaille comme assistant réalisateur avec, entre autres, Jean-Paul Rappeneau (Cyrano), Marco Ferreri (Silver Nitrate, le dernier film du Maître...).
En 1996, il rencontre Tony Gatlif, réalisateur français d'origine algérienne - le créateur de Latcho Drom - avec qui il collabore au film Gadjo Dilo. Il considère Tony Gatlif comme son véritable maître.
Son premier long métrage, La Chant des fous, a été réalisé en 2003 dans une coproduction franco-hongroise, avec Károly Eperjes, Julie Depardieu, Maia Morgenstern, Stéphane Höhn et Lajos Kovács dans les rôles principaux. Le film a été présenté en première mondiale au Festival international du film de Montréal au Canada à l'automne 2003. Il est ensuite invité à plusieurs autres festivals : Viareggio, Le Caire, Ourense, Los Angeles, Eilat, Cabourg. Il est sorti en Hongrie en 2004.
Le scénario du film a été sélectionné pour la master class française Emergence, fondée par Gérard Depardieu et Jack Lang, où il a eu l'occasion de tourner , entre autres, avec Fanny Ardant.
En 2005, il lance une série présentant la musique traditionnelle de Transylvanie pour Duna Televízíó, c'était la Chant de Vies. En plus de la série télévisée en neuf épisodes, une version cinématographique du film a également été réalisée en 2008 et projetée avec un grand succès dans les cinémas nationaux. Il est présenté pour la première fois à l'étranger au festival de Biarritz, puis tourne à Varsovie, Los Angeles et Salerne. En 2006, il réalise un téléfilm pour Duna Televízió intitulé Les Deux Bolyai. En 2008, il tourne en France un documentaire intitulé L' Orgue à feu. Il a également été diffusé ici par Duna Television. Il a été présenté en compétition à Biarritz.
Depuis 2011, il est directeur international du Fonds national hongrois du cinéma. Au sein de l'organisme de coproduction cinématographique du Conseil de l'Europe, Eurimages, représentant de la Hongrie depuis 2010. Depuis 2014, il est membre permanent du conseil d'administration de l'organisme.
En 2014, il tourne le documentaire de création SOUL EXODUS, qui est une histoire d'identité racontée à travers la musique klezmer, à travers le destin de cinq musiciens d'origine américaine mais d'Europe de l'Est. Le film a été projeté dans les cinémas hongrois en décembre 2016. En mars 2017, Prix du cin l'œuvre a remporté le prix du meilleur documentaire. (César hongrois).Il a été présenté à l'étranger à Cracovie, Cluj (Transilvania Film Festival), Sibiu, Los Angeles entre autres. Il est sorti sur Netflix en 2018.
Il travaille actuellement sur trois autres projets de films, qui seront des coproductions européennes.

## Ses films

### En tant que réalisateur
- Soupir d'un Gémeaux (1992, documentaire, Paris)
- Je me souviens d'une Maison (documentaire 1994, Paris)
- Il n'est pas mort (court métrage, 1999, Paris)
- Le Chant des fous (2003, long métrage)
- Chant de vies (2006-2008, série télévisée et film)
- Les deux Bolyai (2006, téléfilm)
- Orgue de feu (2008, documentaire)
- Les fidèles déchus, 2010, long métrage ; IMDb
- Des condors à l'actualité mondiale - Pál Kepenyes (2013, série documentaire)
- Soul Exodus, 2016, documentaire. (2e Gala des Prix du Film Hongrois. Prix du Meilleur Documentaire, 2017)

### En tant que producteur
- Petite Vilma (2000, réalisé par Márta Mészáros)
- Anarchistes (2001, réalisateur : Tamás Tóth)
- Hukkle (2002, réalisateur : György Pálfi)
- Le Chant des fous (2003)
- Chant de vies (2006-2008)
- Producteur exécutif de Soul Exodus (2016).

## Récompenses
- Prix Béla Balázs (2024)[1]
- Chevalier d' Ordre des Arts et des Lettres, France (2022) [citation nécessaire]
- Meilleur documentaire de l'année (Soul Exodus), Gala des Prix du cinéma hongrois (2017) [citation nécessaire]

## Sources
1. ↑  (en) « Állami kitüntetések 2024. március 15-én », https://kormany.hu, 14 mars 2024 (consulté le 15 mars 2024)

- MTI Ki kicsoda 2009. Szerk. Hermann Péter. Budapest: Magyar Távirati Iroda. 2008.  (ISBN 978-963-1787-283)